# Regression (psykologi)
Regression är, enligt psykoanalytikern Sigmund Freud, ett slags försvarsmekanism som leder till en tillfällig eller långvarig återgång (regress) av jaget till ett tidigare utvecklingsstadium, vilket föredrages framför att behöva hantera oacceptabla impulser på ett mer vuxet vis. Inom psykoanalytisk teori inträffar regressionen när våra medvetna tankar förskjuts till vårt omedvetna.